# Eurasiam
 (février 2023).
Si vous disposez d'ouvrages ou d'articles de référence ou si vous connaissez des sites web de qualité traitant du thème abordé ici, merci de compléter l'article en donnant les références utiles à sa vérifiabilité et en les liant à la section « Notes et références ».

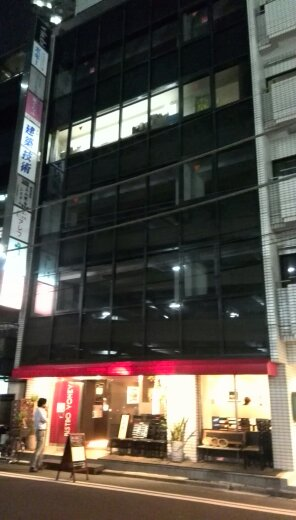
Locaux Tokyo.

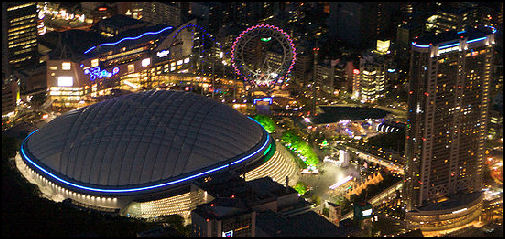
Tokyo Dome et quartier.

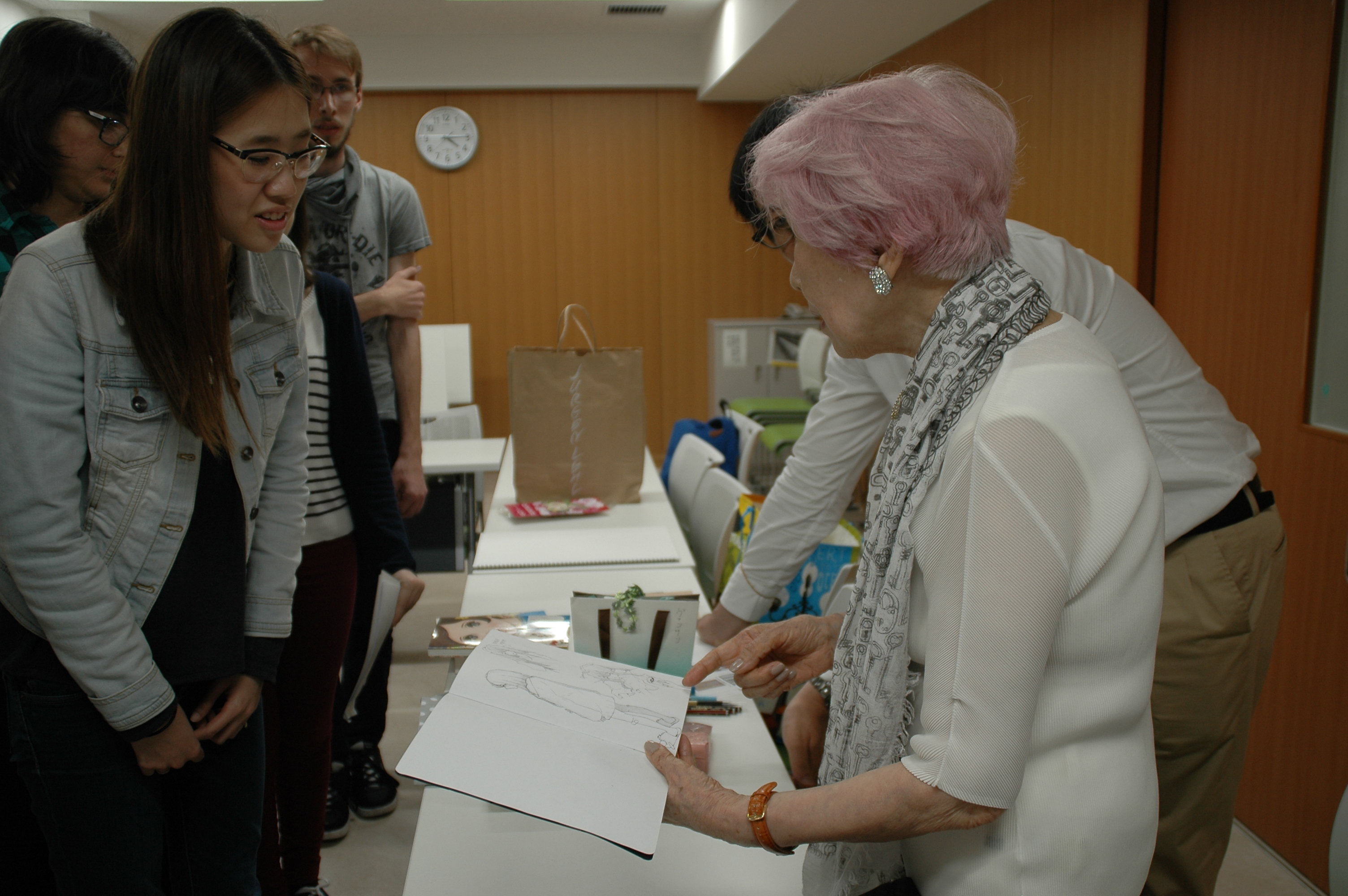
Analyse des travaux des étudiants par Erico Hanamura (l'une des dix plus grandes mangaka vivantes) lors d'une Master class

Eurasiam est un établissement d’enseignement supérieur privé enregistré auprès des Ministères de l’Éducation Nationale français et japonais.
Outre les formations artistiques et en infographie, Eurasiam est surtout réputé pour former aux métiers de la bande dessinée et du manga. Il s'agit d'ailleurs du premier établissement universitaire ayant un département Manga hors du Japon.
En dix ans, une trentaine d'étudiants issus de cette formation ont publié des ouvrages de bande-dessinée ou de manga.

## Historique
Eurasiam est initialement un projet européen de management commencé en 2002, dans le cadre de la formation continue, avec l’habilitation du Ministère du Travail et de la Formation Professionnelle (Contrat individuel de formation et pour cadres d’entreprises), pour soutenir les investissements français au Japon.
En 2005, le programme est ouvert à la formation initiale (post-bac), enregistré par le Ministère de l’Éducation Nationale sous le numéro 0755245U. En parallèle, le programme connait l'ajout au département « Mangement » d'un département « Art et communication » (« Académie du manga et des arts asiatiques »), chargé de former des mangakas (auteurs de Bande-dessinées) européens, en partenariat avec les principaux éditeurs français (Glenat, Kana, Pika, Kaze, Tonkam, Delcourt…) et certains japonais (Toei, JETRO, Japan foundation…).
Le premier accord de partenariat avec Iruqa-École supérieur de manga de Tokyo, est signé en 2009 et en 2010 est publié le Manuel du mangaka aux éditions Pearson (4 vol.) (traduit en huit langues).
En 2011 est établi un partenariat avec True colors (école de l’artiste chinois Benjamin) puis en 2012, est signé un accord avec l’Université pour jeunes filles à cycle court d’Ōgaki (préfecture de Gifu).
La première collaboration avec l'École technique de commerce global du Japon (département de Gifu) a lieu en 2013 et en 2014 est accrédité et installé Eurasiam comme Établissement d’Enseignement Supérieur au Japon. Il est le premier établissement artistique étranger à se voir reconnaître le statut.
Un accord de partenariat avec Yoyogi animation school, l'une des principales école d'animation et de manga de Tokyo est signé en 2016 puis perdu. Les cours étaient ensuite donnés dans des boulangeries, des cafés ou de manière non autorisée à l'Institut National Français (Iidbashi).

## Études
Formation universitaire, les études s'inscrivent dans le cadre de l’harmonisation européenne des cursus de l’enseignement supérieur (LMD). Le diplôme de l’école est de niveau Bac +3 ou Bac +5. Les étudiants doivent obligatoirement suivre une année d’étude à l’étranger (Japon, Chine ou États-Unis). Un concours d'entrée sélectionne les étudiants. La majorité des cours ont lieu en petits séminaires de 10 ou au maximum 20 étudiants.

## Formation
D’après le livret de l’étudiant, la formation comprend six axes pédagogiques :
- Dessin académique : les cours de dessin académique (nu, extérieur, anatomie, reproductions) semble prépondérant) et annuel. L’accent étant mis sur la haute capacité des étudiants à dessiner de manière académique pour passer ensuite au manga ou à la BD ou trouver des débouchés variés ;
- Manga et bande-dessinée : comprenant des cours théorique (histoire, sémiotique…), mais surtout pratique par la réalisation annuel de un ou deux projets ;
- Infographie : formation classique su outils d’infographie et de communication (photoshop, indesign, webdesign…) ;
- Management : devant permettre aux étudiants de se familiariser aux professions d’indépendants (droit, création de société, comptabilité, CV, prise de parole…) ;
- Langues : japonais et anglais ;
- Options : Les étudiants peuvent suivre également des cours en goodies, 3D et créations de jeux vidéo.

Le programme pédagogique reprend les modèles américain et japonais d'enseignement en mettant en avant l'interdisciplinarité et la réalisation de projets.

## Partenariat
Eurasiam est partenaire de la plupart des maisons d’éditions de manga françaises (Glénat, Kana, Pika, Tonkam, Kaze…). Dans le cadre de ce partenariat, certains directeurs éditoriaux viennent donner des cours, suivent des projets ou participent aux jurys de fin d’année.
Outre les partenariats avec les maisons d’éditions, Eurasiam a participé, comme centre de recherches et de développements de la culture asiatique, à des manifestations en partenariat avec différentes institutions : Unesco (2014), Centre G. Pompidou-Beaubourg (2013), Ville de Paris (1998-2015), Cité de la science de la Villette (2010), Musée des arts premiers-Quai Branly (2008), Festival d’Angoulême (2007-2099), Chambre de Commerce et d’Industrie de Paris (2006)…

## Publication des anciens élèves
Plus d’une trentaine d’étudiants ont publié des ouvrages en France ou à l’étranger, faisant d’Eurasiam la première école de Bande-dessinée en Europe devant le centre d’Angoulême et Saint-Luc (Belgique) :
- Collectif, Manuel du mangaka, Pearson, 2009-2012 (4 vol.)
- T. Bouveret, Les mystérieuses cités d’or, Kazé Manga, Tome 1 à 4, 2012 à 2015
- E. Koeger, Iles du vent, 2009-2010 (2 vol.)
- Klem et Nico, Satori, Humanoides associés, 2009-2011 (2 vol.)
- T. Bouveret et A. Tribout, Element R, Vents d’Ouest, 2011
- Collectif, ユラシアムの漫画, Leiji Urashima, 2015
- Collectif, 物語，小垣江, 2014
- Collectif, ショルテ, Ogaki, 2013
- Tanya, Le blog de Rosier, P.NGoyo, 2014
- Biscuit, Petite source, Orphie G.doyen Éditions, 2014
- S. Cissé, Une chanteuse à Médine et autres contes arabes, Éditions du Jasmin, 2012
- Aya, Osez…en BD, Drugstore, 2010-2013 (une dizaine de titres parus)
- Sinath, Le carnet de Théo, Rageot, 2011
- Andy Carene, Underskin, , Humanoides aoosiciés, 2009
- Collectif, Story, Ogaki Women's College, 2012
- E. Koeger, Tibouchina, Orphie, 2011
- C. Mortellier, Le Symbole du Dragon Céleste, Pbook, 2006
- Collectif, マンガコース, Ogaki 2011
- A. Kong, Carnet de vie, Dassault Systeme Campus, 2010 (4 vol.)
- L. Oysta, Le (presque) Guide - Manga Girls, Bao, 2010
- A. Tribout et M. Montagnani, Périple écologique, Conseil général de la Seine-Saint-Denis, 2009
- Collectif, 150, Kana, 2009
- Collecitf, Tokyo Rendez-vous, Bao, 2008
- Collectif, Datura, Taifu, 2008
- A. Diallo, Kairi, Humanoïdes associés, 2009
- A. Careène, All In, Humanoïdes associés, 2009
- S. Bou, Mod & Lif, Humanoïdes associés, 2009